# 유니버설 텔레비전
유니버설 텔레비전(영어: Universal Television)은 NBC유니버설의 텔레비전 프로그램 제작 부문이다.